# Theridion mataafa
Theridion mataafa là một loài nhện trong họ Theridiidae.
Loài này thuộc chi Theridion. Theridion mataafa được Brian John Marples miêu tả năm 1955.